# Cephalodella gobio
Cephalodella gobio är en hjuldjursart som beskrevs av Wulfert 1937. Cephalodella gobio ingår i släktet Cephalodella och familjen Notommatidae. Inga underarter finns listade i Catalogue of Life.